# Instinct (serie de televisión)
Instinct (estilizado como INSTIИCT) es una serie de televisión estadounidense de policía procesal y drama, que se estrenó el 18 de marzo de 2018 en CBS. La serie está basada en Murder Games de James Patterson.

## Sinopsis
Un exagente de la CIA (Cumming), que se ha convertido en profesor y autor, se le pide volver al juego cuando el Departamento de Policía de Nueva York (NYPD) pide ayuda para detener a un asesino en serie.

## Elenco y personajes
- Alan Cumming como Dylan Reinhart
- Bojana Novakovic como Lizzie
- Daniel Ings como Tracy
- Naveen Andrews como Julian
- Sharon Leal como Monica Hernández

## Producción

### Desarrollo
Instinct está basada en Murder Games de James Patterson. La serie fue recogida por CBS el 23 de enero de 2017.

### Casting
El 8 de febrero de 2017, Alan Cumming fue elegido como Dylan Reinhart. Bojana Novakovic fue elegida como Lizzie el 18 de febrero de 2017. El 23 de febrero de 2017, Daniel Ings fue elegida como Tracy, y Naveen Andrews fue elegido como Julian. Sharon Leal fue elegida como Monica Hernandez el 22 de junio de 2017.

## Episodios
| N.º | Ep. | Título                                                 | Director           | Escritor                        | Estreno en Estados Unidos | Estreno en España   | Código | Audiencia |
| --- | --- | ------------------------------------------------------ | ------------------ | ------------------------------- | ------------------------- | ------------------- | ------ | --------- |
| 1 | 1   | «Piloto» «Pilot»                                       | Marc Webb          | Michael Rauch                   | 18 de marzo de 2018       | 3 de mayo de 2018   | INS101 | 9.05      |
| Dylan Reinhart es un exagente de la CIA que se ha convertido en profesor y novelista de éxito. Cuando una copia de su libro aparece en la escena de un crimen, la policía de Nueva York le pide ayuda para detener a un asesino en serie. Su antigua compañera, Lizzie, le convence para que acepte el caso y vuelvan a trabajar juntos como en los viejos tiempos. |     |                                                        |                    |                                 |                           |                     |        |           |
| 2 | 2   | «Juego salvaje» «Wild Game»                            | Doug Aarniokoski   | Carol Flint & Connie Burge      | 25 de marzo de 2018       | 10 de mayo de 2018  | INS112 | 10.16     |
| Aunque Dylan ha vuelto a la docencia, Lizzie recurre a su experiencia con los sociópatas para ayudar con un extraño caso en el que un capitalista de riesgo fue asesinado y su cuerpo es expuesto de forma ritual. |     |                                                        |                    |                                 |                           |                     |        |           |
| 3 | 3   | «Secretos y mentiras» «Secrets and Lies»               | Peter Werner       | Chris Ambrose                   | 1 de abril de 2018        | 17 de mayo de 2018  | INS108 | 6.61      |
| El asesinato de un joven que dejó la comunidad religiosa de su familia lleva a Dylan y Lizzie a una serie de posibles sospechosos, incluidos un fotógrafo de mal genio y una misteriosa niña con amnesia. |     |                                                        |                    |                                 |                           |                     |        |           |
| 4 | 4   | «Amo Nueva York» «I Heart New York»                    | Constantine Makris | Michael Rauch                   | 8 de abril de 2018        | 24 de mayo de 2018  | INS106 | 8.12      |
| Dr. Dylan Reinhart y Det. Lizzie Needham son reasignados en un caso de asesinato en Central Park cuando su investigación sobre un ataque químico en el metro es asumida por un equipo del FBI liderado por el padre separado de Dylan, Roger. |     |                                                        |                    |                                 |                           |                     |        |           |
| 5 | 5   | «Sin corazón» «Heartless»                              | Don Scardino       | Michael Rauch                   | 22 de abril de 2018       | 31 de mayo de 2018  | INS102 | 7.11      |
| Dylan y Lizzie investigan el asesinato de una Jane Doe, pero cuando se dan cuenta de que la víctima fue asesinada por error, deben identificar el motivo del asesino y el objetivo real antes de que ésta sufra el mismo destino. |     |                                                        |                    |                                 |                           |                     |        |           |
| 6 | 6   | «Paro cardiaco» «Flat Line»                            | Laura Belsey       | Tanya Barfield                  | 29 de abril de 2018       | 7 de junio de 2018  | INS111 | 7.01      |
| Dylan y Julian van de incógnito en un hospital cuando sospechan que un "ángel de la muerte" está matando a personas con enfermedades sin peligro de mortalidad. Además, Lizzie le pide a Andy ayuda con su experiencia legal cuando un entrenador personal la demanda por lesionarle accidentalmente.                                                               |     |                                                        |                    |                                 |                           |                     |        |           |
| 7 | 7   | «Propiedad privada» «Owner»                            | Doug Aarniokoski   | Jill Abbinanti                  | 6 de mayo de 2018         | 14 de junio de 2018 | INS104 | 6.96      |
| Dylan y Lizzie son presionados para entregar resultados lo antes posible cuando investigan la muerte del amigo de Jasmine, el dueño de un equipo de baloncesto profesional que murió cuando su coche se salió de un puente. |     |                                                        |                    |                                 |                           |                     |        |           |
| 8 | 8   | «Tiro arriesgado» «Long Shot»                          | Jay Chandrasekhar  | Carl Flint                      | 13 de mayo de 2018        | 21 de junio de 2018 | INS103 | 5.16      |
| Cuando una mujer recibe un tiro fuera de un centro comunitario, el alcalde desafía a Dylan y Lizzie a resolver el caso en menos de 24 horas para calmar la presión de los medios y grupos de interés especial. |     |                                                        |                    |                                 |                           |                     |        |           |
| 9 | 9   | «Malos actores» «Bad Actors»                           | Jim McKay          | Dan E. Fesman                   | 27 de mayo de 2018        | 28 de junio de 2018 | INS105 | 4.68      |
| Dylan y Lizzie trabajan para descubrir al posible asesino de un grupo de personajes disfrazados cuando dos miembros del grupo son asesinados con venenos altamente sofisticados. Además, Andy, preocupado porque Dylan no encaja con sus nuevos colegas, lo alienta a aceptar una invitación a una barbacoa organizada por uno de los detectives.                   |     |                                                        |                    |                                 |                           |                     |        |           |
| 10 | 10  | «Adiós, pajarito» «Bye Bye Birdie»                     | Doug Aarniokoski   | Connie Burge                    | 3 de junio de 2018        | 5 de julio de 2018  | INS107 | 6.37      |
| Cuando a Celia Baxter, una exitosa autora, casi la matan en su casa, la lista de sospechosos de Dylan y Lizzie incluye a varias personas que pueden haber guardado rencor a medida que crecía en estatus en el mundo editorial. Además, Lizzie se acerca cada vez más a la verdad sobre la muerte de su prometido, que murió mientras estaba encubierto.            |     |                                                        |                    |                                 |                           |                     |        |           |
| 11 | 11  | «Onda expansiva desde el pasado» «Blast From the Past» | Cherie Nowlan      | Lee Ellenberg                   | 17 de junio de 2018       | 12 de julio de 2018 | INS109 | 5.27      |
| Dylan y Lizzie no pueden identificar un motivo o conexión cuando varias personas se vuelan por los aires usando bombas suicidas. Además, Julian, preocupado porque Dylan podría estar exponiéndose a enemigos del pasado, recluta a Lizzie para que no contrate a Ashely, un publicista.                                                                            |     |                                                        |                    |                                 |                           |                     |        |           |
| 12 | 12  | «En directo» «Live»                                    | Ed Ornelas         | Michael Ballin & Thomas Aguilar | 24 de junio de 2018       | 19 de julio de 2018 | INS110 | 5.63      |
| Dylan y Lizzie investigan el asesinato de un estudiante de cine cuya muerte fue transmitida para mostrarla al mundo. Además, Andy y Dylan se dan cuenta de que ser padre es más difícil de lo que pensaban cuando acceden a cuidar de Madison, la hija de 12 años de un amigo.                                                                                      |     |                                                        |                    |                                 |                           |                     |        |           |
| 13 | 13  | «Tribal»                                               | Michael Rauch      | Michael Rauch                   | 1 de julio de 2018        | 26 de julio de 2018 | INS113 | 4.51      |
| Dylan y Lizzie investigan el asesinato del protegido de Joan, Kristy, descubriendo secretos enterrados durante mucho tiempo por los que vale la pena matar. Además, Dylan y Andy se proponen adoptar un niño, y la confianza de Lizzie en la información obtenida de forma ilícita de Julian pone en peligro un ascenso.                                            |     |                                                        |                    |                                 |                           |                     |        |           |